# زبان و گفتار
سوسور به سه مفهوم توانایی گویایی (به انگلیسی: faculty of speech)، (به فرانسوی: langage)، زبان و گفتار (به انگلیسی: language and speech)، (به فرانسوی: langue et parole) اشاره می‌کند و زبان و گفتار را دو جنبهٔ توانایی زبان می‌داند. منظور از توانایی گویایی همان استعداد سخن گفتن است که همهٔ افراد عادی به‌طور طبیعی دارا هستند. از این رو، زبان از یک سو بر پایهٔ توانایی گویایی و از سوی دیگر محصول مجموعه‌ای از قراردادهای ضروری است که یگ گروه اجتماعی پذیرفته‌اند. در واقع، همین قراردادهای زبانی است که به سخنگویان امکان می‌دهد توانایی مذکور را به کار ببندند؛ بنابراین، همهٔ سخنگویان یک جامعهٔ زبانی، زبان خاصی را به‌طور مشترک دارا هستند که بر پایهٔ آن با یکدیگر سخن می‌گویند.

## زبان
زبان (به فرانسوی: langue) محصول جامعه است که هر فرد سخنگو به‌طور طبیعی آن را فرا می‌گیرد، در حالی که گفتار کنشی فردی است که به عمد و به خواست فرد سخنگو پدید می‌آید. به این ترتیب، مرز میان روابط و قراردادهای اجتماعی زبان که با کارگیری آن‌ها هر فرد سخنگو می‌کوشد اندیشهٔ خود را بیان نماید و جریان‌های روانی جسمانی خاصی که به او امکان می‌دهد به آن روابط و قراردادها تحقق عینی ببخشد مشخص می‌شود. به‌علاوه، اصل مهم دیگری که از ویژگی اجتماعی بودن زبان ناشی می‌شود این است که هیچ‌یک از سخنگویان نمی‌توانند بنا به خواست خود در آن تغییر ایجاد کنند.

## گفتار
آنچه سخنگویان می‌گویند نمونه‌های گفتار (به فرانسوی: parole) است، که زبان‌شناس از آن‌ها به‌عنوان شواهدی برای تشخیص و بررسی جنبه‌های گوناگون پدیدهٔ مشترک زبان استفاده می‌کند. بر این پایه، روشن است که گفتار پدیده‌ای مادی، فیزیولوژیایی (به انگلیسی: physiological) و روان‌شناختی است. یعنی هم به فرد سخنگو و هم به قراردادهای اجتماعی زبان مربوط است. با این حال، از میان عوامل گوناگونی که در گفتار مؤثر است، زبان عمده‌ترین عامل به‌شمار می‌رود. در واقع، زبان به گفتار سخنگویان یک جامعه یکپارچگی می‌بخشد، هر چند که زبان در هر جامعهٔ زبانی گونه‌های متفاوتی را شامل می‌گردد. تمایز میان زبان و گفتار موجب می‌شود که آنچه اجتماعی و در عین حال ضروری و اصلی است از آنچه فردی و ثانویه است متمایز می‌شود.

## زبان به‌عنوان سیستم
زبان به‌عنوان نظامی از نشانه‌ها و قراردادهای اجتماعی پدیده‌ای یکپارچه و همگون است که میان سخنگویان یک جامعه استوار شده‌است. نشانه‌ای زبانی مفاهیم را به‌صورت آوایی پیوند می‌دهند، و هر دو بخش یادشده یعنی مفهوم و صورت آوایی در اصل پدیده‌هایی روان‌شناختی است. پیوندهای میان مفاهیم و صورت‌های آوایی که قبول عام یافته‌است و روی هم زبان را پدید می‌آورد واقعیت‌هایی است که در ذهن سخنگویان جای می‌گیرد.

به‌عقیدهٔ سوسور، زبان نظامی از نشانه‌هاست که بیانگر مفاهیم است و از این رو با نظام‌های نشانه‌ای دیگر قابل مقایسه می‌باشد، هر چند که در عین حال از همهٔ آن‌ها متفاوت است.